# Eovolutina
Eovolutina es un género de foraminífero bentónico de la familia Eovolutinidae, de la superfamilia Parathuramminoidea, del suborden Fusulinina y del orden Fusulinida. Su especie tipo es Eovolutina elementa. Su rango cronoestratigráfico abarca desde el Ludlowiense (Silúrico superior) hasta el Fameniense (Devónico superior).

## Discusión
Clasificaciones más recientes incluirían Eovolutina en el suborden Parathuramminina, del orden Parathuramminida, de la subclase Afusulinina y de la clase Fusulinata.

## Clasificación
Eovolutina incluye a las siguientes especies:
- Eovolutina elementa †
- Eovolutina tuimasensis †